# El Gigante, Tlalpujahua
El Gigante är en ort i Mexiko.   Den ligger i kommunen Tlalpujahua och delstaten Michoacán de Ocampo, i den sydöstra delen av landet, 120 km väster om huvudstaden Mexico City. El Gigante ligger 2 509 meter över havet och antalet invånare är 619.
Terrängen runt El Gigante är varierad, och sluttar norrut. Runt El Gigante är det ganska tätbefolkat, med 179 invånare per kvadratkilometer. Närmaste större samhälle är Tlalpujahua de Rayón, 5,4 km söder om El Gigante. Trakten runt El Gigante består till största delen av jordbruksmark.